# باغ تيلكو تشنار (تشنار)
باغ تيلكو تشنار (بالفارسية: باغ تیلکو چنار) هي قرية تقع في إيران في قسم تشنار الريفي. يقدر عدد سكانها بـ 147 نسمة .